# 이니셜 D 스트리트 스테이지
이니셜D 스트리트 스테이지(Initial D: Street Stage, 이하 SS)는 PSP판으로 출시된 이니셜D 게임이다. 게임의 전체적인 인터페이스와 세부 요소는 Initial D Arcade Stage ver.3를 베이스로 하되, 변경점이 있다.

## Initial D Arcade Stage ver.3와 다른 점

### 메뉴
- 기존 Arcade Stage Ver.3에 존재했던 공도최속전설(公道最速伝説, Legend Of Street), 타임 어택(タイムアタック, Time Attack), 분타 챌린지(文太に挑戦!!, Bunta Challenge!!) 이외에 통신 대전(通信), 차고(ガレージ), 카드 콜렉션(カードコレクション), 프로젝트D 홈페이지(プロジェクトD ホームページ), 옵션(オプション)메뉴가 추가되었다.
- 인트로 후의 메인 메뉴에서 세이브 데이터를 선택하거나 세이브 데이터 없이 플레이하는 메뉴가 추가 되었다. 세이브 데이터의 최대 저장가능 개수는 3개.

### 코스
- 묘우기(妙義, Myogi), 우스이(碓氷, Usui), 아카기(赤城, Akagi), 아키나(秋名, Akina), 이로하자카(いろは坂, Irohazaka), 아키나 스노우(秋名雪, Akina Snow), 하포가하라(八方ヶ原, Happogahara), 쇼마루(正丸, Shomaru), 츠치사카(土坂, Tsuchisaka)의 9개의 코스가 수록되었던 Ver.3와 달리 'PSP로는 컨트롤 하기 힘들다'라는 이유로 아키나 스노우가 제외되어 총 8개의 코스로 구성되어있다. 나머지 코스의 바리에이션은 모두 일치한다.
- Ver.3의 분타 챌린지 아키나에서는 별의 개수가 11개가 채워지면 아키나 스노우 코스로 바뀌었으나, SS에서는 존재하지 않는 코스이므로 코스의 변경없이 그대로 진행된다.
- Ver.3의 공도최속전설에서는 처음 클리어시 맑음인 라이벌은 그 다음부터는 빗길로 바뀌고, 처음 클리어시 빗길인 라이벌은 그 다음부터는 맑음으로 바뀌었으나, SS에서는 전자의 방식이 그대로 채용되었지만 후자는 채용되지 않았다.

### 튜닝 방식
- 모든 아케이드판에서 사용했던 포인트제를 사용하지 않고. 카드 방식으로 튜닝할 수 있다. 튠업 카드(チューンアップ)가 바로 성능을 향상시키는 카드인데, 최대 5장까지 사용가능하다. 성능은 Ver.3의 12만점튠(일명 기본튠)과 같다.
- 외장 튜닝역시 카드로 진행되며, 머플러(マフラー), 휠(ホイール), 프론트 스포일러(フロントスポイラー), 사이드 스커트(サイドスカート), 리어 스포일러(リアスポイラー), 리어 범퍼(リアバンパー), 보닛(ボンネット), 미러(ミラー), 루프(ルーフ), 트렁크(トランク), 스티커(ステッカー)로 구성되어있다. 차량마다 선택할 수 있는 외장 튜닝이 모두 다르다.

## 조작법
A가 엑셀 Z가 브레이크이고 X는 밤으로 달릴때 라이트 ON OFF,S는 시점 변경
Q는 기어 다운 W는기어업

## 게임 모드

### 공도최속전설(公道最速伝説)
각각의 고개로 원정을 나가 원작에서 등장하는 라이벌들과 대전을 벌이는 모드. PROJECT.D가 이바라키로 원정가기 전까지 나왔던 라이벌들이 등장한다. 자신이 어떻게 플레이하느냐에 따라서 라이벌들이 말하는 내용이 달라지며, 처음으로 라이벌을 클리어하면 사선이 하나 그어지고, 한번 더 그 라이벌을 클리어하면 반대 방향으로 사선이 하나 더 그어져 X자 형태가 된다. 히든 라이벌은 전 코스를 클리어해야 등장하며, 다음 회차에서부턴 바로 등장한다.
- 등장 코스 & 라이벌
  - 묘우기(妙義)

|         | 컨디션                                      | 라이벌 명                | 소속 팀                                   | 레벨 | 사용 차종            |
| 제 1 전 | 반시계(左周り)·낮(昼)·맑음(晴れ) / 빗길(雨) | 타케우치 이츠키(武內 樹) | 아키나 스피드스타즈(秋名スピードスターズ) | ★    | LEVIN SR (AE85)      |
| 제 2 전 | 시계(右周り)·낮(昼)·맑음(晴れ) / 빗길(雨)   | 켄지(健二)               | 아키나 스피드스타즈(秋名スピードスターズ) | ★★   | 180SX TYPE X (RPS13) |
| 제 3 전 | 반시계(左周り)·밤(夜)·맑음(晴れ) / 빗길(雨) | 쇼지 싱고(庄司 慎吾)     | 묘우기 나이트키즈(妙義ナイトキッズ)       | ★★★  | CIVIC SiR II (EG6)   |

- - 우스이(碓氷)

|         | 컨디션                                      | 라이벌 명                            | 소속 팀                            | 레벨 | 사용 차종                  |
| 제 1 전 | 반시계(左周り)·낮(昼)·맑음(晴れ) / 빗길(雨) | 스에츠쿠 토오루(末次 トオル)         | 세븐 스타 리프(セブンスターリーフ) | ★★   | ROADSTER S Special (NA6CE) |
| 제 2 전 | 시계(右周り)·낮(昼)·맑음(晴れ) / 빗길(雨)   | 카와이 아츠로(川井 淳郎)             | 세븐 스타 리프(セブンスターリーフ) | ★★★  | SKYLINE 25GT TURBO (ER34)  |
| 제 3 전 | 반시계(左周り)·밤(夜)·맑음(晴れ) / 빗길(雨) | 사토 마코 & 사유키(佐藤 真子 & 沙雪) | 임팩트 블루(インパクトブルー)      | ★★★★ | SILEIGHTY (RPS13改)        |

- - 아카기(赤城)

|         | 컨디션                                      | 라이벌 명                        | 소속 팀                           | 레벨   | 사용 차종           |
| 제 1 전 | 힐클라임(上り)·낮(昼)·맑음(晴れ) / 빗길(雨) | 도쿄에서 온 2인(東京から来た2人) | 없음                              | ★★★    | SILVIA spec-R (S15) |
| 제 2 전 | 다운힐(下り)·낮(昼)·빗길(雨)                | 나카무라 켄타(中村 賢太)         | 아카기 레드선즈(赤城レッドサンズ) | ★★★★   | SILVIA Q's (S14)    |
| 제 3 전 | 다운힐(下り)·밤(夜)·맑음(晴れ) / 빗길(雨)   | 타카하시 케이스케(高橋 啓介)     | 아카기 레드선즈(赤城レッドサンズ) | ★★★★★★ | RX-7 Type R (FD3S)  |

- - 아키나(秋名)

|         | 컨디션                                          | 라이벌 명                        | 소속 팀                                   | 레벨       | 사용 차종                              |
| 제 1 전 | 힐클라임(上り)·낮(昼)·맑음(晴れ) / 빗길(雨)     | 이케타니 코우이치로(池谷 浩一郎) | 아키나 스피드스타즈(秋名スピードスターズ) | ★★★        | SILVIA K's (S13)                       |
| 제 2 전 | 다운힐(下り)·낮(昼)·맑음(晴れ) / 빗길(雨)       | 나카자토 타케시(中里 毅)         | 묘우기 나이트키즈(妙義ナイトキッズ)       | ★★★★★      | SKYLINE GT-R V-spec II (R32)           |
| 제 3 전 | 힐클라임(上り)·밤(夜)·맑음(晴れ) / 빗길(雨)     | 스도 쿄우이치(須藤 京一)         | 엠퍼러(エンペラー)                        | ★★★★★★     | LANCER GSR EVOLUTION III (CE9A)        |
| 제 4 전 | 다운힐(下り)·밤(夜)·맑음(晴れ) / 빗길(雨)       | 타카하시 료우스케(高橋 涼介)     | 아카기 레드선즈(赤城レッドサンズ)         | ★★★★★★★    | RX-7 ∞ III (FC3S)                      |
| 제 5 전 | 다운힐(下り)·밤(夜)·맑음(晴れ) / 빗길(雨)       | 후지와라 타쿠미(藤原 拓海)       | 없음                                      | ★★★★★★★★   | TRUENO GT-APEX (AE86)                  |
| 제 6 전 | 다운힐(下り)·밤(夜)·맑음(晴れ) / 빗길(雨)[히든] | 후지와라 분타(藤原 文太)         | 후지와라 두부점(藤原とうふ店)             | ★★★★★★★★★★ | IMPREZA WRX type R STi Version V (GC8) |

- - 이로하자카(いろは坂)

|         | 컨디션                                    | 라이벌 명                | 소속 팀            | 레벨     | 사용 차종                       |
| 제 1 전 | 다운힐·낮·맑음 / 빗길(下り·昼·晴れ / 雨)  | 이와키 세이지(岩城 清次) | 엠퍼러(エンペラー) | ★★★★★★   | LANCER RS EVOLUTION IV (CN9A)   |
| 제 2 전 | 다운힐(下り)·밤(夜)·맑음(晴れ) / 빗길(雨) | 스도 쿄우이치(須藤 京一) | 엠퍼러(エンペラー) | ★★★★★★★  | LANCER GSR EVOLUTION III (CE9A) |
| 제 3 전 | 다운힐(下り)·밤(夜)·맑음(晴れ) / 빗길(雨) | 코가시와 카이(小柏 カイ) | 없음               | ★★★★★★★★ | MR2 G-Limited (SW20)            |

- - 하포가하라(八方ヶ原)

|         | 컨디션                                        | 라이벌 명                       | 소속 팀           | 레벨     | 사용 차종            |
| 제 1 전 | 아웃바운드(往路)·밤(夜)·맑음(晴れ) / 빗길(雨) | 니노미야 다이키(二宮 大輝)      | 동당 학원(東堂塾) | ★★★★★★   | CIVIC TYPE R (EK9)   |
| 제 2 전 | 인바운드(復路)·밤(夜)·맑음(晴れ) / 빗길(雨)   | 스마일리 사카이(スマイリー酒井) | 동당 학원(東堂塾) | ★★★★★★★  | INTEGRA TYPE R (DC2) |
| 제 3 전 | 인바운드(復路)·밤(夜)·맑음(晴れ) / 빗길(雨)   | 타치 토모유키(舘 智幸)          | 동당 학원(東堂塾) | ★★★★★★★★ | CIVIC TYPE R (EK9)   |

- - 쇼마루(正丸)

|         | 컨디션                                        | 라이벌 명                    | 소속 팀                                            | 레벨     | 사용 차종             |
| 제 1 전 | 아웃바운드(往路)·낮(昼)·맑음(晴れ) / 빗길(雨) | 아키야마 노부히코(秋山 延彦) | 사이타마 북서지역 연합팀(埼玉北西エリア連合チーム) | ★★★★★★   | ALTEZZA RS-200(SXE10) |
| 제 2 전 | 인바운드(復路)·낮(昼)·빗길(雨)                | 사카모토(坂本)               | 사이타마 북서지역 연합팀(埼玉北西エリア連合チーム) | ★★★★★★★★ | CAPPUCCINO (EA11R)    |
| 제 3 전 | 아웃바운드(往路)·밤(夜)·맑음(晴れ) / 빗길(雨) | 아키야마 와타루(秋山 渉)     | 사이타마 북서지역 연합팀(埼玉北西エリア連合チーム) | ★★★★★★★★ | LEVIN GT-APEX (AE86)  |

- - 츠치사카(土坂)

|         | 컨디션                                              | 라이벌 명                      | 소속 팀                  | 레벨       | 사용 차종                           |
| 제 1 전 | 아웃바운드(往路)·낮(昼)·맑음(晴れ) / 빗길(雨)       | 이와세 쿄코(岩瀬 恭子)         | 없음                     | ★★★★★★     | RX-7 Type R (FD3S)                  |
| 제 2 전 | 인바운드(復路)·낮(昼)·맑음(晴れ) / 빗길(雨)         | 타카하시 료우스케(高橋 涼介)   | 프로젝트D(プロジェクトD) | ★★★★★★★★   | RX-7 ∞ III (FC3S)                   |
| 제 3 전 | 아웃바운드(往路)·밤(夜)·맑음(晴れ) / 빗길(雨)       | 란에보5의 남자(ランエボVの男)  | 없음                     | ★★★★★★★★   | LANCER RS EVOLUTION V (CP9A)        |
| 제 4 전 | 인바운드(復路)·밤(夜)·맑음(晴れ) / 빗길(雨)         | 란에보6의 남자(ランエボVIの男) | 없음                     | ★★★★★★★★★  | LANCER GSR EVOLUTION VI T.M.EDITION |
| 제 5 전 | 아웃바운드(往路)·밤(夜)·맑음(晴れ) / 빗길(雨)[히든] | 타카하시 케이스케(高橋 啓介)   | 프로젝트D(プロジェクトD) | ★★★★★★★★★★ | RX-7 Type R (FD3S)                  |
| 제 6 전 | 인바운드(復路)·밤(夜)·맑음(晴れ) / 빗길(雨)[히든]   | 후지와라 타쿠미(藤原 拓海)     | 프로젝트D(プロジェクトD) | ★★★★★★★★★★ | TRUENO GT-APEX (AE86)               |

### 타임 어택(タイムアタック)
코스의 바리에이션(루트, 날씨, 시간대)를 선택하여 코스를 공략하는 모드. 코스를 완주하면 타카하시 료우스케의 공도최속이론을 통해 간략하게 문제점을 지적해주고, 프로젝트D 홈페이지모드에 등록된다.
- 등장 코스 & 바리에이션
  - 묘우기(妙義)

| 루트                          | 날씨                  | 시간대          |
| 반시계(左周り) / 시계(右周り) | 맑음(晴れ) / 빗길(雨) | 낮(昼) / 밤(夜) |

- - 우스이(碓氷)

| 루트                          | 날씨                  | 시간대          |
| 반시계(左周り) / 시계(右周り) | 맑음(晴れ) / 빗길(雨) | 낮(昼) / 밤(夜) |

- - 아카기(赤城)

| 루트                          | 날씨                  | 시간대          |
| 다운힐(下り) / 힐클라임(上り) | 맑음(晴れ) / 빗길(雨) | 낮(昼) / 밤(夜) |

- - 아키나(秋名)

| 루트                          | 날씨                  | 시간대          |
| 다운힐(下り) / 힐클라임(上り) | 맑음(晴れ) / 빗길(雨) | 낮(昼) / 밤(夜) |

- - 이로하자카(いろは坂)

| 루트                      | 날씨                  | 시간대          |
| 다운힐(下り) / 역주(逆走) | 맑음(晴れ) / 빗길(雨) | 낮(昼) / 밤(夜) |

- - 하포가하라(八方ヶ原)

| 루트                              | 날씨                  | 시간대 |
| 아웃바운드(往路) / 인바운드(復路) | 맑음(晴れ) / 빗길(雨) | 밤(夜) |

- - 쇼마루(正丸)

| 루트                              | 날씨                  | 시간대          |
| 아웃바운드(往路) / 인바운드(復路) | 맑음(晴れ) / 빗길(雨) | 낮(昼) / 밤(夜) |

- - 츠치사카(土坂)

| 루트                              | 날씨                  | 시간대          |
| 아웃바운드(往路) / 인바운드(復路) | 맑음(晴れ) / 빗길(雨) | 낮(昼) / 밤(夜) |

### 분타 챌린지(文太に挑戦!!)
히든 모드로써, 타쿠미의 아버지인 분타에게 도전하는 모드. 한번 이길때마다 별이 하나씩 채워진다. 최소 0개에서 최대 15개까지 총 16레벨의 분타가 등장하며, 0~5개는 노멀의 AE86, 6~10개는 레이스용 엔진이 올리간 AE86, 11~15개는 GC8(임프레서)를 타고 등장한다. Ver.3에 비해 난이도가 확연히 낮아져서 15개의 별을 모든 코스에 채우는 건 식은 죽 먹기이다. 공도최속전설과 마찬가지로 라이벌인 분타의 목소리가 나오지만, 카운트 후 하는 대사 말고는 없다.
- 등장 코스 & 라이벌
  - 묘우기(妙義)

| 컨디션                           | 분타 레벨                   | 사용 차종                                 |
| 반시계(左周り)·밤(夜)·맑음(晴れ) | 無~★★★★★                    | TRUENO GT-APEX(AE86) / 노멀 타입          |
| 반시계(左周り)·밤(夜)·맑음(晴れ) | ★★★★★★~★★★★★★★★★★           | TRUENO GT-APEX(AE86) / 레이스용 엔진 타입 |
| 반시계(左周り)·밤(夜)·맑음(晴れ) | ★★★★★★★★★★★~★★★★★★★★★★★★★★★ | IMPREZA WRX type R STi Version V (GC8)    |

- - 우스이(碓氷)

| 컨디션                           | 분타 레벨                   | 사용 차종                                 |
| 반시계(左周り)·밤(夜)·맑음(晴れ) | 無~★★★★★                    | TRUENO GT-APEX(AE86) / 노멀 타입          |
| 반시계(左周り)·밤(夜)·맑음(晴れ) | ★★★★★★~★★★★★★★★★★           | TRUENO GT-APEX(AE86) / 레이스용 엔진 타입 |
| 반시계(左周り)·밤(夜)·맑음(晴れ) | ★★★★★★★★★★★~★★★★★★★★★★★★★★★ | IMPREZA WRX type R STi Version V (GC8)    |

- - 아카기(赤城)

| 컨디션                         | 분타 레벨                   | 사용 차종                                 |
| 다운힐(下り)·밤(夜)·맑음(晴れ) | 無~★★★★★                    | TRUENO GT-APEX(AE86) / 노멀 타입          |
| 다운힐(下り)·밤(夜)·맑음(晴れ) | ★★★★★★~★★★★★★★★★★           | TRUENO GT-APEX(AE86) / 레이스용 엔진 타입 |
| 다운힐(下り)·밤(夜)·맑음(晴れ) | ★★★★★★★★★★★~★★★★★★★★★★★★★★★ | IMPREZA WRX type R STi Version V (GC8)    |

- - 아키나(秋名)

| 컨디션                         | 분타 레벨                   | 사용 차종                                 |
| 다운힐(下り)·밤(夜)·맑음(晴れ) | 無~★★★★★                    | TRUENO GT-APEX(AE86) / 노멀 타입          |
| 다운힐(下り)·밤(夜)·맑음(晴れ) | ★★★★★★~★★★★★★★★★★           | TRUENO GT-APEX(AE86) / 레이스용 엔진 타입 |
| 다운힐(下り)·밤(夜)·맑음(晴れ) | ★★★★★★★★★★★~★★★★★★★★★★★★★★★ | IMPREZA WRX type R STi Version V (GC8)    |

- - 이로하자카(いろは坂)

| 컨디션                         | 분타 레벨                   | 사용 차종                                 |
| 다운힐(下り)·밤(夜)·맑음(晴れ) | 無~★★★★★                    | TRUENO GT-APEX(AE86) / 노멀 타입          |
| 다운힐(下り)·밤(夜)·맑음(晴れ) | ★★★★★★~★★★★★★★★★★           | TRUENO GT-APEX(AE86) / 레이스용 엔진 타입 |
| 다운힐(下り)·밤(夜)·맑음(晴れ) | ★★★★★★★★★★★~★★★★★★★★★★★★★★★ | IMPREZA WRX type R STi Version V (GC8)    |

- - 하포가하라(八方ヶ原)

| 컨디션                           | 분타 레벨                   | 사용 차종                                 |
| 인바운드(復路)·밤(夜)·맑음(晴れ) | 無~★★★★★                    | TRUENO GT-APEX(AE86) / 노멀 타입          |
| 인바운드(復路)·밤(夜)·맑음(晴れ) | ★★★★★★~★★★★★★★★★★           | TRUENO GT-APEX(AE86) / 레이스용 엔진 타입 |
| 인바운드(復路)·밤(夜)·맑음(晴れ) | ★★★★★★★★★★★~★★★★★★★★★★★★★★★ | IMPREZA WRX type R STi Version V (GC8)    |

- - 쇼마루(正丸)

| 컨디션                             | 분타 레벨                   | 사용 차종                                 |
| 아웃바운드(往路)·밤(夜)·맑음(晴れ) | 無~★★★★★                    | TRUENO GT-APEX(AE86) / 노멀 타입          |
| 아웃바운드(往路)·밤(夜)·맑음(晴れ) | ★★★★★★~★★★★★★★★★★           | TRUENO GT-APEX(AE86) / 레이스용 엔진 타입 |
| 아웃바운드(往路)·밤(夜)·맑음(晴れ) | ★★★★★★★★★★★~★★★★★★★★★★★★★★★ | IMPREZA WRX type R STi Version V (GC8)    |

- - 츠치사카(土坂)

| 컨디션                             | 분타 레벨                   | 사용 차종                                 |
| 아웃바운드(往路)·밤(夜)·맑음(晴れ) | 無~★★★★★                    | TRUENO GT-APEX(AE86) / 노멀 타입          |
| 아웃바운드(往路)·밤(夜)·맑음(晴れ) | ★★★★★★~★★★★★★★★★★           | TRUENO GT-APEX(AE86) / 레이스용 엔진 타입 |
| 아웃바운드(往路)·밤(夜)·맑음(晴れ) | ★★★★★★★★★★★~★★★★★★★★★★★★★★★ | IMPREZA WRX type R STi Version V (GC8)    |

### 통신(通信)
PSP의 무선랜인 애드혹 모드를 사용하여 다른 플레이어와 대전 및 카드의 교환이 가능한 모드.
- 통신 대전(通信対戦)
- 카드 교환(カード交換)
- 리플레이 통신(リプレイ通信)
- 기록 비교(レコード比較)

### 차고(ガレージ)
공도최속전설, 타임 어택, 분타 챌린지에서 사용할 차량을 고르거나 그 차량을 튜닝할 수 있는 모드.
- 튜닝(チューニング)
  - 튠업(チューンアップ)
  - 외장계 튠(外装係チューン)
- 탑승 차 선택(搭乗車選択)

신규 차종 선택 메뉴에서 선택된 차량들이 등록되는 곳으로, 최대 36대까지 보유 및 사용 가능하다.
- 신규 차종 선택(新規車種選択)

탑승 차 선택 메뉴에 등록할 차량을 선택하는 곳이다. 최대 36대까지 등록 가능하다.
- 차 삭제(車削除)

자신이 보유하고 있는 차량을 삭제하는 곳이다. 자신이 보유하고 있는 차량이 단 1대뿐이라면, 삭제할 수 없다.

### 카드 콜렉션(カードコレクション)
리절트 후 나오는 카드 선택 모션에서 입수한 카드를 열람, 관리할 수 있는 모드. 프로젝트D 홈페이지의 히든 요소를 이곳에서 해금할 수 있다.

### 프로젝트D 홈페이지(プロジェクトD ホームページ)
카드 콜렉션에서 해금한 히든 요소들을 열람할 수 있는 모드. 히든 요소는 BGM, 로딩 아트, 각 코스별 공략, 각 라이벌의 목소리 등이다. 참고로 직접 인터넷으로 접속하는 것은 아니니 착각 말 것.

### 옵션(オプション)
세이브 데이터의 저장이나 각종 게임 내의 설정을 변경하는 모드.
- 세이브 & 로드(セーブ & ロード)
  - 세이브(セーブ)

자신의 세이브 데이터를 저장할 수 있는 메뉴이다. 저장하려면 메모리 스틱에 512KB이상의 빈공간이 필요하다.
- - 로드(ロード)

자신이 저장한 세이브 데이터를 불러올 수 있는 메뉴이다.
- 게임 셋팅(ゲームセッティング)
  - 구성(コンフィグ)

| 난이도(難易度)         | 쉬움(易しい) / 보통(普通) / 어려움(難しい) | 게임의 난이도를 설정.                         |
| 내비게이션(ナビ画面)   | 켜기(オン) / 끄기(オフ) / 종이컵(紙コップ) | 코스를 나타내주는 내비게이션의 on/off를 설정. |
| 스티어링(ステアリング) | 느리게(遅) ← 1 2 3 4 5 → 빠르게(速)        | 스티어가 돌아가는 속도를 설정.                |
| 시간 표시(タイム表示)  | 노멀(ノーマル) / 심플(シンプル)            | 시간이 표시되는 인터페이스를 설정.            |

- - 버튼조작(ボタン操作)

| 액셀(アクセル)                         | 기본 설정: X        |
| 브레이크(ブレーキ)                     | 기본 설정: □        |
| 뷰 체인지(ビューチェンジ)              | 기본 설정: △        |
| 쉬프트 업(シフトアップ)                | 기본 설정: R 트리거 |
| 쉬프트 다운(シフトダウン)              | 기본 설정: L 트리거 |
| 헤드라이트(ヘッドライト) - 밤에만 적용 | 기본 설정: ○        |

- - 사운드(サウンド)

| BGM 선택(BGM SELECT)      | 자동(自動) / 수동(手動)            |
| BGM 볼륨(BGM VOLUME)      | 작게(小)← 0 1 2 3 4 5 6 → 크게(大) |
| 효과음 볼륨(SE VOLUME)    | 작게(小)← 0 1 2 3 4 5 6 → 크게(大) |
| 보이스 볼륨(VOICE VOLUME) | 작게(小)← 0 1 2 3 4 5 6 → 크게(大) |

## BGM
Ver.3에서 쓰였던 인트로의 BGM이 다른 BGM으로 바뀌었고, 코스별 BGM에서는 1곡이 빠지고 새로 9곡이 추가되었다.(9곡중 8곡은 플레이하면서 나오는 카드로 해금해야 한다.)
| 곡명                      | 번호         | 아티스트 명                    | 앨범 제목                             | 기본 사용 코스                                               |
| Dog Fight                 | AVCT-10152/B | m.o.v.e                        | BOULDER                               | 無, 코스내 사용 불가, Gamble Rumble을 빼고 추가한 인트로 곡. |
| Speedy Speed Boy          | AVCD-10124   | Marko Polo                     | Super Eurobeat Vol.124                | 묘우기(妙義)                                                 |
| Remember Me               | AVCD-10085   | Leslie Parrish                 | Super Eurobeat Vol.84                 | 우스이(碓氷)                                                 |
| Save Me                   | AVCD-10077   | Leslie Parrish                 | Super Eurobeat Vol.77                 | 아카기(赤城)                                                 |
| Over The Rainbow          | AVCD-10125   | Powerful T.                    | Super Eurobeat Vol.125                | 아키나(秋名)                                                 |
| Stop Your Self Control    | AVCD-10139   | Marko Polo                     | Super Eurobeat Vol.139                | 아키나(秋名)                                                 |
| Crazy For Love            | AVCA-14097   | Dusty                          | Initial D The Movie of Super Eurobeat | 이로하자카(いろは坂)                                         |
| Express Love              | AVCD-10121   | Mega NRG Man                   | Super Eurobeat Vol.121                | 하포가하라(八方ヶ原)                                         |
| Power Of Sound            | AVCD-10158   | Ace                            | Super Eurobeat Vol.158                | 쇼마루(正丸), Black Out을 빼고 추가한 곡.                    |
| Fall In The Web Of Desire | AVCD-10138   | Powerful T.                    | Super Eurobeat Vol.138                | 츠치사카(土坂)                                               |
| Pamela                    | AVCD-10136   | Matt Land                      | Super Eurobeat Vol.136                | 츠치사카(土坂)                                               |
| Fight For Love Tonight    | AVCD-10136   | Ace Warrior                    | Super Eurobeat Vol.136                | 츠치사카(土坂)                                               |
| Dancin' In My Dreams      | AVCD-10122   | J.Storm                        | Super Eurobeat Vol.122                | 無, 코스내 사용 불가, 엔딩이 없는 대신 스탭롤에 사용된 곡.   |
| Get Another Chance        | AVCD-10142   | Mega NRG Man                   | Super Eurobeat Vol.142                | 無, 새롭게 추가된 곡.                                        |
| Fire On The Beat          | AVCD-10156   | Ace Warrior                    | Super Eurobeat Vol.156                | 無, 새롭게 추가된 곡.                                        |
| Ready To Go               | AVCD-10129   | Mega NRG Man                   | Super Eurobeat Vol.129                | 無, 새롭게 추가된 곡.                                        |
| Changes                   | AVCD-10159   | Betty Blue                     | Super Eurobeat vol.159                | 無, 새롭게 추가된 곡.                                        |
| Demolition                | AVCD-10135   | J.Storm                        | Super Eurobeat Vol.135                | 無, 새롭게 추가된 곡.                                        |
| Mad About You             | AVCD-10142   | Ace Warrior                    | Super Eurobeat Vol.142                | 無, 새롭게 추가된 곡.                                        |
| Overload                  | AVCD-10129   | Matt Land                      | Super Eurobeat Vol.129                | 無, 새롭게 추가된 곡.                                        |
| Fevernova                 | AVCD-10129   | Dave Rodgers and Kiko Loureiro | Super Eurobeat Vol.129                | 無, 새롭게 추가된 곡.                                        |

## 등장 차종
SS에 등장하는 차종은 이니셜D 아케이드 스테이지 Ver.3와 전부 일치한다.

### TOYOTA
- TRUENO GT-APEX (AE86) - 후지와라 타쿠미 (아키나,츠치사카),후지와라 분타(분타 챌린지 레벨1~10)
- LEVIN GT-APEX (AE86) - 아키야마 와타루 (쇼마루)
- LEVIN SR (AE85) - 타케우치 이츠키 (묘우기)
- MR-2 G-Limited (SW20) - 코가시와 카이 (이로하자카)
- MR-S S-Edition (ZZW30)
- ALTEZZA RS-200 (SXE10) - 아키야마 노부히코 (쇼마루)
- CELICA GT-FOUR (ST205)

### MAZDA
- RX-7 Type-R (FD3S) - 타카하시 케이스케(아카기,츠치사카), 이와세 쿄코(츠치사카)
- RX-7 SPIRIT-R Type A (FD3S)
- RX-7 ∞ III (FC3S) - 타카하시 료우스케 (아키나,츠치사카)
- RX-8 Type S (SE3P)
- ROADSTER S Special (NA6CE) - 스에츠쿠 토오루 (우스이)
- ROADSTER RS (NB8C)

### NISSAN
- SKYLINE GT-R V-Spec II (BNR32) - 나카자토 타케시 (아키나)
- SKYLINE GT-R V-Spec II (BNR34)
- SKYLINE 25GT TURBO(ER34) - 카와이 아츠로 (우스이)
- SILVIA K's (S13) - 이케타니 코우이치로 (아키나)
- SILVIA Q's (S14) - 나카무라 켄타 (아카기)
- SILVIA K's (S14)
- SILVIA Spec-R (S15) - 도쿄에서 온 2인 (아카기)
- 180SX Type X (RPS13) - 켄지 (묘우기)

### HONDA
- CIVIC SiR II (EG6) - 쇼지 싱고 (묘우기)
- CIVIC Type R (EK9) - 니노미야 다이키(하포하가라), 타치 토모유키(하포하가라)
- INTEGRA Type R (DC2) - 스마일리 사카이 (하포하가라)
- S2000 (AP1)

### MITSUBISHI
- LANCER GSR EVOLUTION III (CE9A) - 스도 쿄우이치 (아키나,이로하자카)
- LANCER RS EVOLUTION IV (CN9A) - 이와키 세이지 (이로하자카)
- LANCER RS EVOLUTION V (CP9A) - 란에보5의 남자 (츠치사카)
- LANCER GSR EVOLUTION VI T.M Edition (CP9A) - 란에보6의 남자 (츠치사카)
- LANCER EVOLUTION VII GSR (CT9A)

### SUZUKI
- CAPPUCCINO (EA11R) - 사카모토(쇼마루)

### 頭文字D
- SILEIGHTY (RPS13改) - 사토 마코 & 사유키 (우스이)

### SUBARU
- IMPREZA WRX STi Version VI (GC8)
- IMPREZA WRX STi (GDB)
- IMPREZA WRX type R STi Version V (GC8) [히든] - 후지와라 분타 (아키나, 분타챌린지 Lv.11~15)